# Jakub Frank
Jakub Frank (vlastním jménem Jankiew Lejbowicz; 1726, Korolowka – 10. prosince 1791, Offenbach am Main) byl polský pokřtěný Žid a jeden z tzv. sabbatiánských proroků.

## Život
Narodil se někdy kolem roku 1720 do chudé židovské rodiny ve vesnici Korolowka, na pomezí Volyně a Podolí, na území dnešní Ukrajiny. V mládí hodně cestoval, hlavně po Rusku, ale dostal se i na Krym či do Osmanské říše. V roce 1750 se vrátil z Orientu do Polska a krátce na to získal pověst kabalisty. Usadil se v Podolí, kde kolem sebe soustředil své posluchače. Postupně zavrhl talmud a na jeho místo dosadil knihu Zohar, v níž údajně našel principy spojující judaismus s křesťanstvím.
Na východě Polska se na jeho stranu postavil i biskup z Kamence Podolského a pozdější lvovský arcibiskup Dembowski. Tady situace zašla tak daleko, že stoupenci talmudu byli pronásledováni přívrženci Franka. Proto sem byl z Říma vyslán papežský nuncius, který měl dohlédnout na zklidnění situace. Frank se v nastalé situaci rozhodl se nechat na konci roku 1759 ve Varšavě pokřtít.
Ačkoliv jeho pozice sílila, dopouštěl se řady přehmatů, které se vymstily. Poté, co se obklopil dvanácti "apoštoly" a prohlásil se za "znovuzrozeného Krista" došla katolické církvi trpělivost. Jakub Frank byl na příkaz úřadů zatčen a uvězněn v Čenstochové. Z vězení se dostal až v roce 1772, kdy jej osvobodila ruská armáda vedená Alexandrem Vasiljevičem Suvorovem. Polsko však už pro něho nebylo bezpečné a proto odešel na Moravu, kde se na jaře 1773 usadil v Brně. Zde v té době žila jeho příbuzná Šendl Dobrušková, dcera Löbla Hiršla z Rzeszowa, jenž byl bratrem Frankovy matky.

## Učení
Jakub tvrdil, že správný výklad božího zákona zprostředkovává pouze kniha Zohar a jeho smysl je vyšší a utajený. Bůh je pouze jeden, ovšem existuje ve třech rovnocenných podobách, které jsou vzájemně neoddělitelné. Na místo mesiáše, kterého Židé vyhlížejí, přijde na Zemi samotný Bůh, který spasí všechny věřící bez ohledu na víru. Zároveň tvrdil, že Jeruzalém nebude nikdy obnoven, čímž se postavil proti ortodoxním Židům. Na druhou stranu vycházely některé části jeho učení z křesťanské věrouky, což vyvolalo pozornost u katolické církve. Ačkoliv se některé pasáže či tvrzení jeho učení stavěly do přímého rozporu s učením katolické církve, nesetkávaly se především na východě Polského království s odmítáním.
Pozice tohoto učení postupně sílila a přes Slezsko se dostalo také na území Moravy. V této době měla sekta údajně čítat kolem 15 000 členů.

## Odraz v kultuře
- Jakub Frank je hlavní postavou románu Olgy Tokarczuk Knihy Jakubovy.